# Wohnhaus Kirchenstraße 12
Das Wohnhaus Kirchenstraße 12 (Germelmannhaus) in der niedersächsischen Stadt Bremervörde wurde zum Ende des 19. Jahrhunderts gebaut. Aktuell (2025) wird es als Wohnhaus, Laden und Café genutzt.
Das Gebäude steht unter Denkmalschutz (siehe auch Liste der Baudenkmale in Bremervörde).

## Geschichte und Beschreibung
Bremervörde war um 1000 Sitz der Wasserburg Vörde an der Oste und gehört zum Landkreis Rotenburg (Wümme).
Das eingeschossige giebelständige Gebäude in Fachwerk mit geschlämmten Steinausfachungen, pfannengedecktem Mansarddach mit Halbwalm wurde 1816 (Inschrift) neben der Superintendentur gebaut. Die Fassade ist straßenseitig symmetrisch mit einem mittigen Eingang. 1873 gründete hier der aus Neuhaus (Oste) stammende Theodor Germelmann eine noch bestehende Weinhandlung. Ein schmiedeeiserner Aushänger verweist auf die Weinhandlung. 2017 eröffnete hier auch das Germelmann-Café mit einem Garten hinter dem Haus.
Das Landesdenkmalamt befand u. a.: „… ortsgeschichtlicher, gebäudetypischer und straßenbildprägender Zeugniswert …“